# Hymenophyllum capurroi
Hymenophyllum capurroi là một loài thực vật có mạch trong họ Hymenophyllaceae. Loài này được de la Sota miêu tả khoa học đầu tiên năm 1972.